# Basauntz
Basauntz es una entidad de población española del municipio de Yurre, perteneciente a la provincia de Vizcaya, en la comunidad autónoma del País Vasco. En 2022, la entidad singular de población tenía empadronados 120 habitantes y el núcleo de población, 66.